# Saturation II
Saturation II è il secondo album in studio del gruppo hip hop statunitense Brockhampton, pubblicato il 25 agosto 2017 dalla propria label, la Question Everything, Inc. e dalla Empire Distribution. L'album è il secondo della trilogia Saturation, preceduto il 9 giugno dello stesso anno da Saturation e seguito da Saturation III il 15 dicembre successivo. L'album ha riscosso un buon successo a livello internazionale, entrando in diverse classifiche nel mercato europeo. Acclamato dalla critica, entra nelle liste dei migliori album del 2017 di diverse pubblicazioni, tra cui Consequence, New York Daily News e Stereogum.
| Recensione | Giudizio |
| ---------- | -------- |
| AllMusic   | [ 1 ]    |
| Pitchfork  | [ 5 ]    |

## Tracce
1. Gummy – 4:20 – Romil Hemnani, Q3 (Jabari Manwa, Kiko Merley) (prod. agg.), Joba (prod. agg.)
2. Queer – 3:47 – Hemnani, Manwa (prod. agg.)
3. Jello – 4:00 – Hemnani, Bearface
4. Teeth – 1:20 – Hemnani
5. Swamp – 4:11 – Manwa
6. Scene 1 – 0:39 – Hemnani
7. Tokyo – 3:12 – Hemnani, Manwa
8. Jesus – 1:20 – Hemnani
9. Chick – 3:24 – Hemnani
10. Junky – 4:08 – Hemnani, Q3 (prod. agg.), Joba (prod. agg.)
11. Scene 2 – 0:29 – Hemnani
12. Fight – 3:01 – Hemnani, Kevin Abstract (prod. agg.)
13. Sweet – 4:34 – Kiko Merley
14. Gamba – 3:22 – Hemnani, Manwa, Kevin Abstract (prod. agg.)
15. Sunny – 2:50 – Bearface, Hemnani (prod. agg.)
16. Summer – 3:24 – Bearface

Note
- Tutte le tracce sono riportate in maiuscolo.

## Classifiche settimanali
| Classifica (2017)         | Posizione massima |
| ------------------------- | ----------------- |
| Belgio (Fiandre)          | 108               |
| Canada                    | 50                |
| Nuova Zelanda             | 35                |
| Paesi Bassi               | 156               |
| Stati Uniti               | 57                |
| US Independent Albums     | 12                |
| US Top R&B/Hip-Hop Albums | 34                |